# آروو یونتی
آروو یونتی (استونیایی: Arvo Junti؛ زادهٔ ۱۷ آوریل ۱۹۵۳) سیاستمدار و نماینده سابق اهل استونی است.